# Katolická církev v Kanadě
Katolická církev v Kanadě je součástí všeobecné církve na území Kanady, pod vedením papeže a místních biskupů sdružených do Kanadské biskupské konference (Canadian Conference of Catholic Bishops - CCCB; Conférence des évêques catholiques du Canada - CECC). Papež je v Kanadě zastupován apoštolským nunciem v Kanadě (sídlí v hlavním městě Ottawa). Primasem je tradičně arcibiskup v Québecu.

## Statistické údaje
Římskokatolické vyznání je nejpočetnějším vyznáním v zemi, hlásí se k němu asi 12 miliónů lidí, tzn. 39% kanadské populace a 67% všech křesťanů. V zemi se nachází 73 katolických diecézní nebo obdobných struktur jak převažujícího latinského ritu, tak i jiných východních ritů. V červnu 2016 bylo v Kanadě 18 latinských arcidiecézí a 43 diecézí, vojenský ordinariát a 11 diecézních struktur východních katolických církví. Některé  eparchie východních katolických církví jsou společné se Spojenými státy americkými, kde mají své sídlo. Země je rozdělena do čtyř církevních oblastí:
- Církevní oblast Atlantik zahrnuje provincie Nové Skotsko, Nový Brunšvik, Ostrov prince Edwarda a Newfoundland a Labrador
- Církevní oblast Québec zahrnuje provincii Québec
- Církevní oblast Ontario zahrnuje provincii Ontario
- Církevní oblast Západu zahrnuje provincie Alberta, Manitoba, Britská Kolumbie, Saskatchewan a tři severní teritoria: Yukon, Severozápadní teritoria a Nunavut.

## Administrativní členění

### Církevní oblast Atlantik
Zahrnuje následující struktury diecézního typu:
- Arcidiecéze Halifax-Yarmouth a její sufragánní diecéze: Diecéze Antigonish, Diecéze Charlottetown
- Arcidiecéze Moncton a její sufragánní diecéze: Diecéze Bathurst, Diecéze Edmundston, Diecéze Saint John (Nový Brunšvik)
- Arcidiecéze Saint John’s (Newfoundland): Diecéze Grand Falls, Diecéze Corner Brook und Labrador

### Církevní oblast Québec
Zahrnuje následující struktury diecézního typu:
- Arcidiecéze Gatineau a její sufragánní diecéze: Diecéze Amos, Diecéze Mont-Laurier, Diecéze Rouyn-Noranda
- Arcidiecéze montréalská a její sufragánní diecéze: Diecéze Joliette, Diecéze Saint-Jean-Longueuil, Diecéze Saint-Jérôme, Diecéze Valleyfield
- Arcidiecéze quebecká a její sufragánní diecéze: Diecéze Chicoutimi, Diecéze Sainte-Anne-de-la-Pocatière, Diecéze Trois Rivières
- Arcidiecéze Rimouski a její sufragánní diecéze: Diecéze Baie-Comeau, Diecéze Gaspé
- Arcidiecéze Sherbrooke a její sufragánní diecéze: Diecéze Nicolet, Diecéze Saint-Hyacinthe
- Melchitská eparchie Nejsvětějšího Spasitele v Montréalu Melchitské řeckokatolické církve
- Maronitská eparchie sv. Marona v Montréalu Maronitské katolické církve

### Církevní oblast Ontario
Zahrnuje následující struktury diecézního typu:
- Arcidiecéze Ottawa-Cornwall a její sufragánní diecéze: Diecéze Hearst-Moosonee, Diecéze Pembroke, Diecéze Timmins
- Arcidiecéze torontská a její sufragánní diecéze: Diecéze Hamilton, Diecéze London, Diecéze Saint Catharines, Diecéze Thunder Bay
- Arcidiecéze Kingston a její sufragánní diecéze: Diecéze Peterborough, Diecéze Sault Sainte Marie
- Eparchie Toronto Ukrajinské řeckokatolické církve, sufragání k Archieparchii Winnipeg (jiná církevní oblast metropole)
- Torontský řeckokatolický exarchát Rusínské řeckokatolické církve
- Chaldejská eparchie Mar Addaie v Torontu Chaldejské katolické církve

### Církevní oblast Západ
Zahrnuje následující struktury diecézního typu:
- Arcidiecéze Edmonton a její sufragánní diecéze: Diecéze Calgary, Diecéze Saint Paul (Alberta)
- Arcidiecéze Grouard-McLennan a její sufragánní diecéze: Diecéze Mackenzie-Fort Smith, Diecéze Whitehorse
- Arcidiecéze Keewatin-Le Pas a její sufragánní diecéze: Diecéze Churchill-Baie d’Hudson
- Arcidiecéze Regina a její sufragánní diecéze: Diecéze Prince-Albert, Diecéze Saskatoon
- Arcidiecéze Saint-Boniface -  metropolitní arcidiecéze bez sufragánních arcidiecézí
- Arcidiecéze Winnipeg - nemetropolitní arcidiecéze bezprostředně podřízená Sv. Stolci
- Arcidiecéze vancouverská a její sufragánní diecéze: Diecéze Kamloops, Diecéze Nelson, Diecéze Prince George, Diecéze Victoria
- Archieparchie Winnipeg Ukrajinské řeckokatolické církve a její sufragánní eparchie: Eparchie Edmonton, Eparchie Saskatoon, Eparchie New Westminster (sufragánní Eparchie Toronto patří do jiné církevní oblasti)

### Mimo regiony
Mimo dotčené regiony se v Kanadě nachází následující diecézní struktury zahrnující jurisdikčně celé území státu:
- Katolický vojenský ordinariát Kanady
- Apoštolský exarchát pro syromalabarské věřící v Kanadě Syrsko-malabarské katolické církve
- Apoštolský exarchát pro syrokatolické věřící v Kanadě Syrské katolické církve

Následující diecézní struktury se sídlem ve Spojených státech zahrnují jurisdikčně i území Kanady:
- Eparchie Panny Marie Naregské v New Yorku (arménská)
- Rumunská eparchie svatého Jiří v Cantonu (řeckokatolická rumunská)
- Eparchie Panny Marie Královny míru ve Spojených státech amerických a v Kanadě se sídlem v New Yorku (syrsko-malankarská)
- Osobní ordinariát Stolce svatého Petra se sídlem v Houstonu ve státě Texas.